# Licaón de Samos
Licaón de Samos (en griego, Λυκάων ο Σάμιος) fue un músico griego que vivió entre los siglos VI y V a. C. Probablemente, como alumno de Pitágoras, conocía y usaba la lira de ocho cuerdas, para lograr la octava justa